# Олександр (Скальський)
Олександр (світське ім'я: Олександр Філімонович Скальський; * 1867 — † 1933) — українець, священик Російської православної церкви, Священномученик протоієрей Російської православної церкви.

## Біографія
Народився у 1867 році в селі Ярославичі Дубенського повіту Волинської губернії в родині священика Филимона Скальського.
У 1885 році закінчив Волинську духовну семінарію.
15 серпня 1886 року поступив на службу до Подільської духовної консисторії.
29 грудня 1886 року був призначений псаломщиком в Хрестовоздвиженську церкву в місті Кам'янець-Подільському Волинської губернії.
У 1891 році був прийнятий в Туркестанську єпархію єпископом Туркестанським Неофітом (Неводчіковим) і 2 травня того ж року призначений псаломщиком в храм в станиці Зайцівської (нині Казахстан, Алма-Атинська область, м. Чілік) і законовчителем церковнопарафіяльної школи.
8 серпня 1893 року був висвячений в сан диякона єп. Григорієм (Полєтаєва).
З 25 червня 1894 року служив в Олександро-Невському храмі в місті Маргілане і законовчителем в церковно-парафіяльному училищі.
21 лютого 1899 був висвячений в сан священика єп. Аркадієм (Карпінським), служив у церкві-вагоні при Середньо-Азіатській залізниці.
У 1900 році призначений настоятелем Олександро-Маріїнської церкви при дитячому притулку в місті Вірному (нині Алма-Ата).

## Вшанування
- 1993 року прах священика перенесли до склепу Миколаївського собору в Алмати.
- В серпні 2000-го Собор Російської православної церкви канонізував Олександра Скальського як священномученика і постановив відзначати день його пам'яті 20 січня за новим стилем.